# تحريك العربات

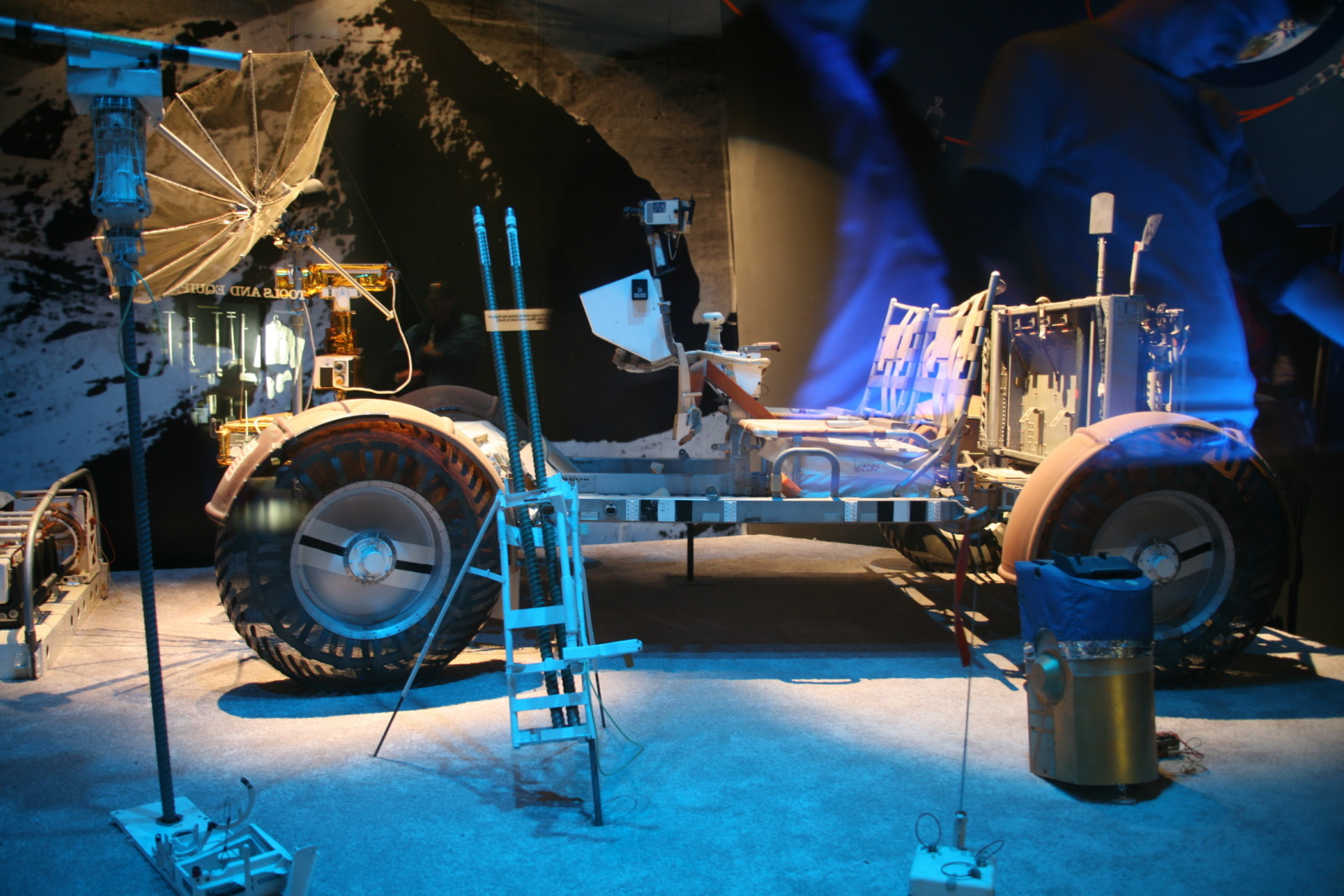

تحريك العربات أو ديناميكا العربات تشير إلى علم تحريك العربات أو المركبات، أي المركبات الأرضية. سواء كانت ثنائية العجلات مثل الدراجات Bicycle أو الدراجات الآلية motorcycle ضمن ما يعرف ب ديناميكا الدراجات والدراجات الآلية Bicycle and motorcycle dynamics. ديناميكا العربات الهوائية تدرس ضمن ديناميكا الهواء Aerodynamics.
ديناميكا العربات يعتبر ضمن الهندسة التطبيقية مستندا بشكل أساسي على الميكانيكا الكلاسيكية لكن قد يتضمن الكيمياء، فيزياء المادة الصلبة، الهندسة الكهربائية، الاتصالات، أو حتى علم النفس.

## تعريفات
- تركيبة توجيه آكرمان
- Camber angle
- Caster angle
- Circle of forces
- نظام الثبات الإلكتروني (ESP)
- Live axle
- Oversteer
- Roll center
- Toe
- Understeer
- Unsprung weight
- انتقال الوزن

## تقنيات أداء القيادة
- Cadence braking
- Threshold braking
- Double declutching
- Drifting (motorsport)
- Handbrake turn
- Heel-and-Toe
- Left-foot braking
- Opposite lock
- Scandinavian flick